# Masa Plancka
Masa Plancka – jednostka masy w naturalnym systemie jednostek oznaczana jako mP. Jej wartość wynosi:
{\displaystyle m_{P}={\sqrt {\frac {\hbar c}{G}}}=2,176434(24)\,\times \,10^{-8}} kg
gdzie:
{\displaystyle \hbar } to zredukowana stała Plancka,
{\displaystyle G} – stała grawitacji,
{\displaystyle c} – prędkość światła w próżni.
Masa Plancka w odróżnieniu od innych jednostek naturalnych ma wartość zbliżoną do naszych codziennych doświadczeń i wynosi w przybliżeniu 0,02 miligrama.
Promień Schwarzschilda dla masy Plancka jest równy 2 długościom Plancka. Gdybyśmy ścisnęli ciało o masie Plancka do czterech długości Plancka (rozmiarów 1020 mniejszych niż proton), to zamieniłoby się w czarną dziurę (przynajmniej teoretycznie) z pominięciem kwantowych efektów grawitacji.
Dla tej masy komptonowska długość fali jest równa jednostce długości w układzie naturalnym.
Czarna dziura o takim promieniu byłaby falą materii o długości równej temu promieniowi pomnożonemu przez wartość pi, co oznacza, że do opisania jej nie wystarczy dzisiejsza fizyka.